# 미샤 파비치
밀로라드 "미샤" 파비치(세르비아어: Милорад "Миша" Павић; 1921년 11월 21일, 발레보 ~ 2005년 8월 16일, 발레보)는 세르비아의 전 축구 선수이자 감독이다.

## 경력
모국 유고슬라비아에서, 그는 츠르베나 즈베즈다와 보이보디나를 지도했다.
그는 벨기에의 클뤼프 브뤼허 (1967–1969), 스탕다르 리에주 (1964–1967, 1985–1986, 1987–1988)와 포르투갈의 벤피카 (1974–1975), 스포르팅 리스본 (1978–1979), 그리고 스페인의 아틀레틱 빌바오 (1972–1974), 말라가 (1975–1977), 셀타 비고 (1980–1983)를 지도했다. 유고슬라비아 외의 무대에서 파비치는 "미셸"이라는 별칭으로 알려져 있다. 언론은 그를 철 장갑을 낀 신사라고 수식했다.
파비치는 젊은 시절 제2차 세계 대전 당시 독일군의 인질로 잡히기도 했다.
선수 시절, 그는 츠르베나 즈베즈다의 선수로 활약했다. 현역 생활을 끝낸 후, 그는 같은 구단의 감독을 맡아 리그를 세 차례 (1958–59, 1959–60, 1963–64), 쿠프 유고슬라비예도 3차례 (1958, 1959, 1964) 우승했다. 1957년에서 1964년 사이 7년 동안, 그는 216번의 공식 대회 경기에서 소속 구단을 지휘해 113승 52무 51패를 기록했다.
파비치는 스탕다르 리에주 소속으로 벨기에 컵을 두 번 (1966, 1967) 우승했고, 아틀레틱 빌바오를 이끌고 코파 델 레이 정상에 올랐으며, 1974–75 시즌에 포르투갈 리그 우승을 거두었다.

## 수상

### 감독
츠르베나 즈베즈다
- 유고슬라비아 1부 리그: 1958–59, 1959–60, 1963–64
- 쿠프 유고슬라비예: 1957–58, 1958–59, 1963–64

스탕다르 리에주
- 벨기에 컵: 1965–66, 1966–67

아틀레틱 빌바오
- 코파 델 헤네랄리시모: 1972–73

벤피카
- 포르투갈 리그: 1974–75

셀타 비고
- 세군다 디비시온: 1981–82